# Manoir de la Champagne
Le manoir de la Champagne est une demeure, du XVIIe siècle, qui se dresse sur le territoire de la commune française de Millières, dans le département de la Manche, en région Normandie.
Le manoir est partiellement inscrit aux monuments historiques.

## Localisation
Le manoir de la Champagne est situé sur la commune de Millières au lieu-dit la Champagne, dans le département français de la Manche.

## Historique
Le manoir est érigé au milieu du XVIIe siècle. Il fut la possession jusqu'au XIXe siècle de la famille de Saussey.

## Description

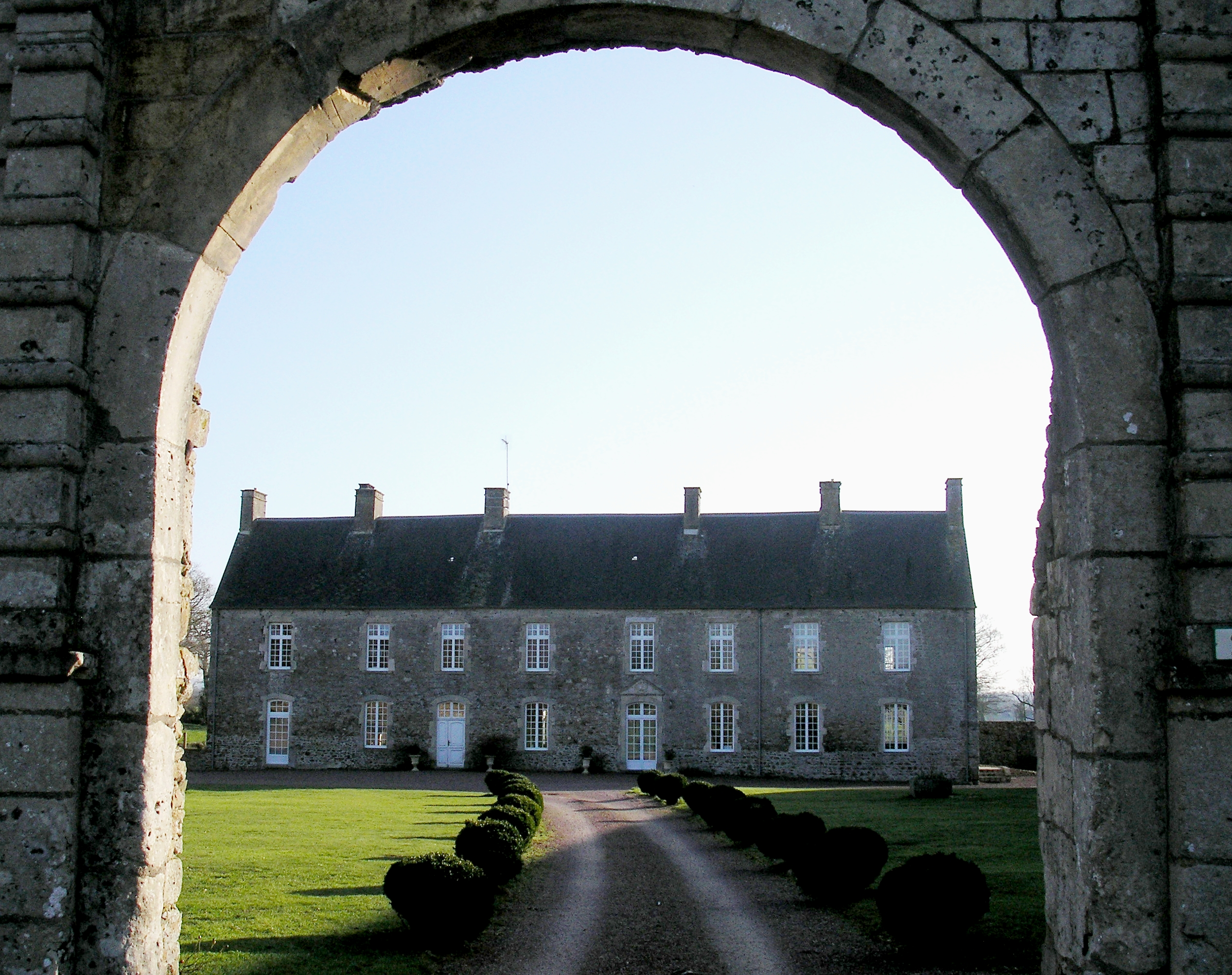
Le manoir.

## Protection aux monuments historiques
Le portail et son mur sont inscrits au titre des monuments historiques par arrêté du 6 février 1995.